# 西原有紀
西原 有紀（にしはら ゆき、1986年2月11日 - ）は、日本のタレント、モデル、歌手である。愛称は、ゆっきー。岩手県出身。プラチナムプロダクション所属。

## 略歴
2011年（満25歳）
- バイオテックのイメージガールユニット“バイオテックエンジェルズ”のオーディションに合格。京増舞、坂本真里亜（現：坂本マリア）と共に『BeeBee』（ビービー）としてダンス＆ヴォーカルユニットの活動を行った[3]。

2013年（満27歳）
- 事務所の先輩である志摩夕里加が“DJ SHIMA☆YURI”名義でリリースしたMIX-CDアルバム第2弾『Lovely Kiss 2 mixed by DJ SHIMA☆YURI』[注 1]において、佐藤あずみと共に“Go Go Friends”として参加する。
- 同年、同じ事務所の栄木明日香と共に歌手ユニット『Gabriella』（ガブリエラ）としても活動。ワーナーミュージック・ジャパンよりオリジナル曲「JUST THE WAY YOU ARE」を配信した[4]。
- Budweiser(バドワイザー)公式ダンサーBudweiser Dancers(バドワイザー ダンサーズ)の初期メンバーでダンス以外にも、MCやDJもこなし中心的な存在。海外や国内でのダンスプロモーションを行った。
- MAN WITH A MISSION(マンウィズアミッション) バックダンサー。ヨーロッパツアーにも同行し、レポーターも務めた。(ジャパンエキスポ2013 inパリ)

2014年（満28歳）
- 1月10日 - 12日、東京オートサロンのニューギンブースにステージモデルとして出演[2]。
- DJ SHIMA☆YURIのMIX-CDアルバム第3弾『Lovely kiss 3 mixed by DJ SHIMA☆YURI』[注 2]にて、「Go Go Friends」として再び参加する。
- スポーツウェア UNDER ARMOUR WOMEN’s (アンダーアーマーウーマンズ )モデル

2015年（満29歳）
- 9月、東京ゲームショウのパオン・ディーピーブースに“PDPガールズ”として出演[5]。
- 昨年に引き続きUNDER ARMOUR WOMEN’s (アンダーアーマーウーマンズ )モデル
- ミレニアムズ（2015年6月22日、フジテレビ） - 「出張傷点」コーナーにゲスト出演
- ごちそんぐDJ（2015年10月5日、NHK Eテレ） - 秋ver.「栗おこわ」の回にゲスト出演

2016年（満30歳）
- 1月15日 - 17日、東京オートサロンのFALKENブースにモデルとして出演[6]。
- SHORTSHORTS FILM FESTIVAL & ASIA SABON Gift Short Film Project 作品に参加。
- ７月 ダンス＆ヴォーカルユニットDoMee結成 初期メンバーでありリーダー。 LOVEACE (ラヴィース)にグループ名変更。 後の２０１９年４月に卒業。
- phiten ファイテンサロン 広告モデル
- 都民共済ウェディングモデル
- 伊東園ホテルズ レポーター 現在も継続中

２０１７年
- 昨年に引き続き 都民共済ウェディングモデルを務める
- １２月 DHC HOW TO動画モデル

２０１８年
- ４月 DHC HOW TO動画モデル
- ６月 沢尻エリカ主演 猫は抱くもの 本人役で映画出演

２０１９年
- １月５日 億婚 テレビ朝日放送に出演
- YA-MAN モデル
- ４月LOVEACE卒業
- 東京モーターショー2019 YAMAHA ドライビング、ステージパフォーマー兼モデル
- １２月  XPERIA5  インフォーマーシャル

２０２０年
- KABA.ちゃん率いるheels dance team  THAT’S WHY のメンバーに NIKEY (ニッキー) と言うパフォーマー名で加入
- YA-MAN モデル
- 伊東園ホテルズレポーター
- メディキュットスレンダーマジックCM〜脚も自分も好きになる篇〜
- 清水建設 CM

## 人物
- 両利き 書き物だけは右利き
- 妹が1人いる[7]。
- 学生の頃に、バスケ部とソフトボール部に入っていた[8]。
- 安室奈美恵の長年のファンで、毎回のライブ参加や岡山県までライブを観に行ったこともある[9]。
- 同じ岩手県出身のタレント・渡辺未優はいとこにあたる[10]。実家が近所同士だったせいか仲が良く、ブログにも度々登場する[11]。
- 岩手訛り
- 運動神経抜群で、アクティブ大好き
- フィットネスモデル大会 サマースタイルアワード ドリーム2016 ５位入賞
- スキューバーダイビング アドバンスド・オープン・ウォーター・ダイバー
- 救命技能認定
- シュガコン ダイエット公認アンバサダー
- 普通自動車運転免許
- 大型二輪免許

## 出演

### テレビ番組
- ガリゲル（読売テレビ） - ガリゲルガールとして不定期出演
- コピンクス!（2015年1月27日、静岡朝日テレビ） - リポーターとして出演[12]
- ヨルタモリ（2015年2月22日、フジテレビ） - きゃりーぱみゅぱみゅがゲストの回で、タモリによるイリュージョンショーのバニーガール役として出演[13]。
- リトルトーキョーライブ（2015年3月11日、テレビ東京） - 「オススメお取り寄せグルメベスト10」にVTR出演[14]
- ビートたけしのTVタックル「たけし×爆笑問題が最新ニュースをメッタ斬りSP」（2015年4月5日、テレビ朝日） - 「問題だらけ!?ヤセ女の食生活」に出演[15]
- ミレニアムズ（2015年6月22日、フジテレビ） - 「出張傷点」コーナーにゲスト出演[16]
- カタるTV〜あの深夜ドラマ・深夜番組がスゴかった!〜（2015年7月3日、テレビ東京） - 青山めぐと共にアシスタントとして出演。前半は私服、後半は水着姿で登場[17]。
- ごちそんぐDJ（2015年10月5日、NHK Eテレ） - 秋ver.「栗おこわ」の回に登場[18]
- 全力坂（２０１７年１月１２日、テレビ朝日） 高輪二丁目の坂
- 全力坂（２０１７年１月２３日、テレビ朝日） 高輪幽霊坂
- 億婚（２０１８年、１月５日、朝日テレビ放送） -

### CM
- メディキュット「ローラの美脚ダンスにチャレンジ!」編（2013年）[19]
- 家庭教師のトライ「Try IT」編（2015年）
- メディキュット ボディシェイプ フィットネス アップ（2015年8月）
- メディキュット フィットネス アップ™ （2016年8月）
- メディキュット　スレンダーマジックTMタイツ（2017年8月）
- メディキュットスレンダーマジック〜脚も自分も好きになる篇(2020年3月)
- パーソナルフィットネス ワムネス
- カビキラー
- ファーマインド
- カラオケボイスドリンク
- ミルミルS

### イベント
- 東京オートサロン「ニューギンブース」（2014年1月）
- TOKYO NAILS COLLECTION2014 A/W
- 東京ゲームショウ2015「パオン・ディーピー “PDPガールズ”」（2015年9月）
- 東京オートサロン2016「FALKENブース」（2016年1月）
- GirlsAward (ガールズアワード) A/W「JINTAKAモデル、ダンサー」（201６年１０月）